# Alan Patricof
Alan Patricof (nacido en 1934) es un inversor estadounidense, uno de los pioneros de las industrias de capital riesgo y capital privado. Fundó Apax Partners (basado en un juego con el nombre de Patricof: A lan P atricof A ssociates Cross ( x) Border), que es hoy una de las firmas de capital privado más grandes del mundo.

## Temprana edad y educación
Patricof creció en una familia judía en el Upper West Side de Manhattan, Nueva York, hijo de padres que habían inmigrado de Rusia a los Estados Unidos. Su padre era un corredor de bolsa de poca monta. Patricof se graduó de la Universidad Estatal de Ohio en 1955 y obtuvo un MBA de la Universidad de Columbia en 1957 mientras trabajaba a tiempo completo como analista para una empresa de inversión.

## Carrera
A Patricof se le asignó la gestión de la fortuna de la pulpa y el papel de Gottesman. y centró sus esfuerzos en las nuevas empresas privadas de la cartera. En 1967, invirtió en la revista New York , una nueva publicación, donde se desempeñó como presidente fundador de la junta.  La revista resultó ser un éxito. En 1969, pudo recaudar $ 2.5 millones y fundó una de las primeras firmas de capital de riesgo, Patricof Company Ventures. En 1977, fundó la firma de capital privado Apax Partners.
A mediados de la década de 1990, Apax se había convertido en una de las firmas de capital privado más grandes del mundo. En 2001, Patricof se retiró de la gestión diaria de la empresa para volver a su enfoque original en inversiones de capital de riesgo en pequeñas empresas en etapa inicial. En 2006, dejó Apax para formar Greycroft Partners, que se centra en tales inversiones.[cita requerida]
Como inversor temprano en capital de riesgo, ha estado involucrado en el desarrollo de numerosas empresas importantes, incluidas America Online, Office Depot, Cadence Design Systems, Apple Computer y FORE Systems. La revista New York adquirió posteriormente la revista Village Voice y New West. Patricof también adquirió la revista de estilo Details en 1987. También ha estado involucrado con Cellular Communications, Inc., NTL y Audible.

## Vida personal
Patricof se ha casado dos veces:
- Estaba casado con Bette Patricof Hollander.[11][12][13] Más tarde se divorciaron. Tuvieron un hijo:
  - Mark F. Patricof (n. 1964) quien está casado con Martha Shelburne Jones, una hija de Anne Shelburne Jones y el obispo Edward Witker Jones, el noveno obispo de la Diócesis Episcopal de Indianápolis.[11][12]
- Su segundo matrimonio fue con Susan Hatkoff.[14] Ella es la hermana de Craig Hatkoff.[15] Ellos tienen dos hijos:
  - Jamie Patricof, productor de cine y televisión.[16]
  - Jonathan Cale Patricof (n. 1973), presidente de Tribeca Enterprises, la compañía propietaria y operadora del Festival de Cine de Tribeca.[17]

Los Patricofs viven en Nueva York.

## Afiliaciones políticas y otras
Patricof ha participado activamente en la política del Partido Demócrata, contribuyendo con candidatos como Bill y Hillary Clinton. Patricof fue el presidente de finanzas nacionales de la campaña de 2008 de Hillary Clinton. Patricof es afiliado desde hace mucho tiempo de Jared Kushner, yerno de Donald Trump.
Patricof es miembro de la Junta de Supervisores de la Escuela de Negocios para Graduados de la Universidad de Columbia. A 2011  se desempeña como asesor del Grassroots Business Fund.